# Episodi di Melrose Place
La prima e unica stagione del revival del 2009 di Melrose Place è andata in onda dall'8 settembre 2009 al 13 aprile 2010 sul canale The CW.
In Italia la serie è andata in onda dal 27 maggio al 23 settembre 2011 sul canale satellitare Fox e dal 30 maggio al 10 giugno 2011 su Rai 2 in chiaro.
I titoli originali di ogni episodio (a parte il "pilot") si riferiscono ad una strada specifica di Los Angeles.
| nº | Titolo originale | Titolo italiano        | Prima TV USA      | Prima TV Italia |
| -- | ---------------- | ---------------------- | ----------------- | --------------- |
| 1  | Pilot            | Fantasmi del passato   | 8 settembre 2009  | 27 maggio 2011  |
| 2  | Nightingale      | Gelosie                | 15 settembre 2009 | 30 maggio 2011  |
| 3  | Grand            | Regista per caso       | 22 settembre 2009 | 31 maggio 2011  |
| 4  | Vine             | L'anteprima            | 29 settembre 2009 | 31 maggio 2011  |
| 5  | Canon            | Il collier             | 6 ottobre 2009    | 1º giugno 2011  |
| 6  | Shoreline        | Modella per un giorno  | 13 ottobre 2009   | 1º giugno 2011  |
| 7  | Windsor          | Soldi facili           | 20 ottobre 2009   | 2 giugno 2011   |
| 8  | Gower            | Un bacio di troppo     | 3 novembre 2009   | 3 giugno 2011   |
| 9  | Ocean            | Una proposta indecente | 10 novembre 2009  | 3 giugno 2011   |
| 10 | Cahuenga         | Il ritorno             | 17 novembre 2009  | 6 giugno 2011   |
| 11 | June             | La ricerca             | 1º dicembre 2009  | 6 giugno 2011   |
| 12 | San Vicente      | Matrimonio mancato     | 8 dicembre 2009   | 7 giugno 2011   |
| 13 | Oriole           | Tra due fuochi         | 9 marzo 2010      | 7 giugno 2011   |
| 14 | Stoner Canyon    | Scelte obbligate       | 16 marzo 2010     | 8 giugno 2011   |
| 15 | Mulholland       | Problemi di coppie     | 23 marzo 2010     | 9 giugno 2011   |
| 16 | Santa Fe         | Nascita di un amore    | 30 marzo 2010     | 9 giugno 2011   |
| 17 | Sepulveda        | Gli intrighi di Amanda | 6 aprile 2010     | 10 giugno 2011  |
| 18 | Wilshire         | Il ricatto             | 13 aprile 2010    | 10 giugno 2011  |

## Fantasmi del passato
- Titolo originale: Pilot
- Diretto da: Davis Guggenheim
- Scritto da: Todd Slavkin & Darren Swimmer

### Trama
In un'elegante residence in architettura spagnola situato nel quartiere di Melrose Place a Los Angeles, un gruppo eterogeneo di ventenni vive in una sorta di famiglia surrogata. Sydney Andrews è l'amministratrice del condominio, una bellissima quarantenne che occupa un ruolo di rilievo nella vita dei suoi affittuari, soprattutto in quella del bello e ribelle David Breck; Sydney ha infatti iniziato una relazione con il ragazzo nonostante il suo turbolento rapporto con il padre di quest'ultimo, il dr. Michael Mancini. Padre e figlio hanno imparato ben presto che Sydney non ha alcun problema a ricattare il prossimo per il suo personale tornaconto. Un'altra inquilina del complesso è l'ambiziosa agente pubblicitaria Ella Simms, un tempo "allieva" di Sydney, con la quale l'amicizia terminò a causa di un tradimento con la donna che ha tentato di ricattare Ella per distruggerne la carriera. Sydney ha anche svolto un ruolo chiave nella carriera di Auggie Kirkpatrick; dopo essersi conosciuti ad un incontro di alcolisti anonimi, Syd è diventata lo sponsor di Auggie e l'ha incoraggiato ad intraprendere la carriera di chef da sempre sognata dal ragazzo. Dopo essere diventato uno chef di successo, Auggie ha voltato le spalle a Sydney quando ha scoperto che la donna aveva ripreso a bere. Gli altri inquilini del complesso includono Lauren Yung, una studentessa di medicina alla disperata ricerca di denaro per pagare i suoi debiti di studio, e Jonah Miller, un aspirante regista che ha appena chiesto alla sua fidanzata storica, la maestra Riley Richmond, di sposarlo. La nuova inquilina è invece Violet Foster, una diciottenne appena arrivata a L.A. e che nasconde un legame segreto con Sydney. Quando un corpo sanguinante e senza vita viene trovato galleggiante nella piscina del complesso, David Breck diventa il sospettato principale. Tuttavia, come sta per scoprire la polizia incaricata delle indagini, quasi tutti gli abitanti di Melrose Place avevano un buon motivo per desiderare la deceduta fuori dai piedi.
- Guest star: Laura Leighton (Sydney Andrews), Thomas Calabro (Dr. Michael Mancini)
- Guest star: Nicholas Gonzalez (Detective James Rodriguez), Adam Kaufman (Toby), Michael Reilly Burke (Gary Sarling), Rosa Blasi (Nicolette Sarling)

## Gelosie
- Titolo originale: Nightingale
- Diretto da: Greg Beeman
- Scritto da: Liz Tigelaar

### Trama
Ancora sconvolti dal recente omicidio, gli inquilini di Melrose Place cercano di riprendere le loro vite di sempre. Caleb, il nuovo capo di Ella, fa sapere alla ragazza che il suo lavoro potrebbe essere a rischio a causa di una fusione, ma Ella riesce a salvarsi portando all'azienda un cliente importante; in seguito Ella cerca di convincere David a portarla con lui ad una festa a Brentwood per cercare di accaparrarsi come cliente Jasper Burns, un attore importante. Ancora alla disperata ricerca di soldi, Lauren accetta di andare ad un altro appuntamento in cambio di soldi, ma, per una coincidenza, finisce allo stesso party dove si trovano David ed Ella. Il detective Rodriguez interroga Auggie che racconta della prima volta in cui conobbe Sydney agli alcolisti anonimi. Riley e Jonah vedono un video di sorveglianza dove Violet si comporta in maniera inquietante ed iniziano a sospettare che la ragazza nasconda qualcosa.
- Guest star: Laura Leighton (Sydney Andrews)
- Guest star: Nicholas Gonzalez (Detective James Rodriguez), Victor Webster (Caleb Brewer), Taylor Cole (Trudy Chandler), Adam Kaufman (Toby), Niall Matter (Rick Paxton), Ben Milliken (Jasper Burns), Jason Olive (Detective Drake), Brayden Pierce (Amir)
- Nota: da questo episodio Ethan Erickson interpreta il ruolo dello chef Marcello interpretato, nell'episodio pilota, da Dimitri Lekkos.

## Regista per caso
- Titolo originale: Grand
- Diretto da: Allan Arkush
- Scritto da: Caroline Dries

### Trama
Jonah diventa furioso quando scopre che Riley non ha detto ai suoi parenti ed amici di essersi fidanzata con lui; stanca del litigio, Riley cerca conforto in Auggie. Caleb convoca Ella quando un regista lascia un lavoro così la ragazza assume Jonah per dirigere un video musicale dei Boomkat all'ultimo minuto; tuttavia Taryn Manning può essere più difficile del previsto mettendo Jonah in difficoltà e ponendo a rischio il lavoro di Ella. Nel frattempo David accusa il padre Michael di aver ucciso Sydney mentre Lauren cerca di entrare nell'équipe medica del dr. Mancini all'ospedale; Violet continua a fare avances ad Auggie.
- Guest star: Laura Leighton (Sydney Andrews). Thomas Calabro (Dr. Michael Mancini)
- Guest star: Taryn Manning (se stessa), Victor Webster (Caleb Brewer), Brooke Burns (Vanessa Mancini)

## L'anteprima
- Titolo originale: Vine
- Diretto da: Fred Toye
- Scritto da: Daniel Thomsen Dries

### Trama
Jane Andrews, la sorella di Sydney, arriva a Melrose Place ed annuncia di aver ereditato il residence da Sydney. Jane porta scompiglio in città quando minaccia Ella di mandare alla polizia delle email spedite dalla ragazza alla sorella morta se Ella non farà indossare un vestito originale "Jane Andrews" ad uno dei suoi clienti attori durante una première; spaventata, Ella chiede aiuto a David. Il detective Rodriguez si presenta alla porta di Violet per interrogarla sul suo legame con Sydney, ma la ragazza fugge dalla finestra. Lauren incontra John al bar di un hotel dopo essere stata piantata da Toby così decide di portare il suo nuovo lavoro al livello successivo; tuttavia, quando si presenta in hotel, la ragazza viene fermata da Wendi, una protettrice di prostitute d'alto bordo, la quale ha un patto con l'organizzazione dell'hotel e che minaccia Lauren semmai dovesse vederla di nuovo lì.
- Guest star: Josie Bissett (Jane Andrews)
- Guest star: Nicholas Gonzalez (Detective James Rodriguez), Kelly Carlson (Wendi Mattison), Victor Webster (Caleb Brewer), Sam Page (John), Elena Satine (Abby Douglas), Jason Olive (Detective Drake), Justin Shilton (Charlie Kitsis), Will Collyer (Zach McGovern)

## Il collier
- Titolo originale: Canon
- Diretto da: Norman Buckley
- Scritto da: Chris Fife

### Trama
A causa di una soffiata di Jane, la polizia porta Ella in commissariato per interrogarla sull'omicidio di Sydney. Lauren è divisa fra l'impegno preso con Riley per andare a fare shopping e quello che le ha richiesto il suo nuovo capo Wendi per un "appuntamento organizzato". Jonah resta stupefatto quando viene accusato del furto di una collana di diamanti da una villa nella quale lui ha effettuato delle riprese, ma diventa furioso quando Ella gli menziona di aver visto una collana simile nell'appartamento di David. Violet sabota un'impiegata in modo da potersi avvicinare ancora di più ad Auggie.
- Guest star: Laura Leighton (Sydney Andrews)
- Guest star: Nicholas Gonzalez (Detective James Rodriguez), Victor Webster (Caleb Brewer), Kelly Carlson (Wendi Mattison), Josh Coxx (Dante Zaretti), Max Greenfield (Mickey Richards), Nicky Whelan (Kira), Charles Divins (Frank), Jason Olive (Detective Drake)

## Modella per un giorno
- Titolo originale: Shoreline
- Diretto da: Roxann Dawson
- Scritto da: Alex McNally

### Trama
Anton V., un famoso stilista, conosce Riley e la vuole come volto per la sua nuova linea di jeans, con grande orrore della sua agente Ella. Wendi manda Lauren ad un lavoro su uno yacht, ma la ragazza va nel panico quando sulla barca vede David. Violet finge un malore per ottenere un incontro con il dr. Mancini, come parte del suo piano per vendicare il modo in cui Michael ha trattato Sydney quando era in vita.
- Guest star: Thomas Calabro (Dr. Michael Mancini)
- Guest star: Victor Webster (Caleb Brewer), Kelly Carlson (Wendi Mattison), Brooke Burns (Vanessa Mancini), Kevin Alejandro (Anton V.), Tiffany Dupont (Prostituta), Brayden Pierce (Amir)
- Nota: Colin Egglesfield non appare nell'episodio.

## Soldi facili
- Titolo originale: Windsor
- Diretto da: Patrick Norris
- Scritto da: Jonathan Caren

### Trama
Ella e Riley arrivano nel luogo del servizio fotografico per Anton V. ed incontrano la fotografa, ed ex-coinquilina di Melrose Place, Jo Reynolds. Jo si trova in difficoltà con l'inesperienza di Riley così insiste per un servizio in topless così che la ragazza entri più facilmente in contatto con le sue emozioni. Nel frattempo Jonah incontra Kendra, una produttrice cinematografica, che lo invita per un drink al fine di discutere del suo film. Violet continua il suo piano di conquista di Auggie mentre Lauren scopre il segreto di David.
- Guest star: Daphne Zuniga (Jo Reynolds)
- Guest star: Jenna Dewan (Kendra Wilson), Robb Derringer (Andrew Misher)

## Un bacio di troppo
- Titolo originale: Gower
- Diretto da: David Barrett
- Scritto da: Caprice Crane

### Trama
Riley aiuta Jonah a filmare un matrimonio, ma i due litigano nel bel mezzo della cerimonia. Mettendo la relazione con Jonah al primo posto, Riley chiude l'amicizia con Auggie che non prende molto bene la notizia. Ella scopre i nuovi costosi vestiti di Lauren ed un'ingente quantità di denaro in contante così affronta la coinquilina sulle sue notti brave. David inizia a temere di essere coinvolto nell'omicidio di Sydney.
- Guest star: Laura Leighton (Sydney Andrews)
- Guest star: Jenna Dewan (Kendra Wilson), Nicholas Gonzalez (Detective James Rodriguez), Victor Webster (Caleb Brewer), Rick Fox (Mason), Jason Olive (Detective Drake), Colton Haynes (Jessie Roberts)

## Una proposta indecente
- Titolo originale: Ocean
- Diretto da: Liz Friedlander
- Scritto da: David Babcock

### Trama
Dopo aver rinvenuto il sangue di Auggie sull'arma che ha ucciso Sydney, la polizia fruga nel suo appartamento e chiede agli inquilini del residence di dire loro dove si trova il ragazzo. Riley è indecisa se aiutare la polizia, ma Jonah la incita a dire loro dove si trova Auggie, se ne è a conoscenza. Nel frattempo, Jonah deve fingere incidentalmente di essere fidanzato con Ella e la ragazza si trova decisamente a suo agio nel ruolo. David organizza un'uscita segreta con il fratellino Noah, ma dopo che il bambino rimane ferito, Lauren arriva in soccorso cercando di nascondere l'accaduto al dr. Mancini.
- Guest star: Thomas Calabro (Dr. Michael Mancini)
- Guest star: Nicholas Gonzalez (Detective James Rodriguez), Victor Webster (Caleb Brewer), Brooke Burns (Vanessa Mancini), Craig Robert Young (Franz Keppler)
- Nota: Colin Egglesfield non appare nell'episodio.

## Il ritorno
- Titolo originale: Cahuenga
- Diretto da: Michael Fields
- Scritto da: Caroline Dries

### Trama
Ella e Caleb restano scioccati quando la proprietaria dell'agenzia "WPK", Amanda Woodward, arriva in ufficio e licenzia immediatamente metà dello staff, incluso Caleb. Amanda mette in chiaro con Ella che il party organizzato in occasione del lancio della nuova linea di Anton V. farà meglio ad andare senza problemi, altrimenti anche la ragazza dovrà cercarsi un nuovo impiego. Nel frattempo Auggie cede infine al corteggiamento di Violet mentre David chiede un appuntamento a Lauren.
- Guest star: Heather Locklear (as Amanda Woodward)
- Guest star: Victor Webster (Caleb Brewer), Brooke Burns (Vanessa Mancini), Wendy Glenn (Melissa Saks)
- Nota: da questo episodio si unisce al cast, in veste di ospite speciale, Heather Locklear che riprende il suo storico ruolo di Amanda Woodward, della serie originale; l'aggiunta è stata un tentativo di risollevare gli ascolti della serie, in maniera analoga con quanto accaduto in passato per la serie originale, ma la trovata non ha ottenuto i risultati sperati.

## La ricerca
- Titolo originale: June
- Diretto da: David Paymer
- Scritto da: Dan Thomsen

### Trama
Amanda trasloca nel vecchio appartamento di Sydney a Melrose mentre la sua villa di Bel Air è in ristrutturazione e si interessa a David. Intanto la relazione tra Lauren e David prosegue mentre Ella usa il suo fascino per procurare un lavoro a Jonah. Amanda reincontra Michael.
- Guest star: Thomas Calabro (Dr. Michael Mancini), Heather Locklear (as Amanda Woodward)
- Guest star: Nicholas Gonzalez (Detective James Rodriguez), Brooke Burns (Vanessa Mancini), Sean Wing (Levi Foster)
- Nota: Colin Egglesfield non appare nell'episodio.

## Matrimonio mancato
- Titolo originale: San Vicente
- Diretto da: Bethany Rooney
- Scritto da: Chris Fife (sceneggiatura), Todd Slavkin e Darren Swimmer (soggetto)

### Trama
Jonah e Riley decidono di fuggire a Las Vegas per sposarsi, ma la giornata non va come previsto. Ella organizza un incontro tra Jonah ed un noto produttore che vorrebbe realizzare il suo film. Intanto, Lauren chiama David quando finisce nei guai a causa di un suo cliente mentre Auggie confessa i suoi sentimenti a Riley. Inoltre Michael rivela a David degli indizi decisivi sul killer di Sydney mentre Amanda affronta Violet su Sydney, ma la donna ha un altro motivo per avvicinare la ragazza.
- Guest star: Laura Leighton (Sydney Andrews), Thomas Calabro (Dr. Michael Mancini), Heather Locklear (as Amanda Woodward)
- Guest star: Nicholas Gonzalez (Detective James Rodriguez), Brooke Burns (Vanessa Mancini), Niall Matter (Rick Paxton), Nolan North (Curtis Heller)
- Nota: in questo episodio viene svelata l'identità dell'assassino di Sydney.

## Tra due fuochi
- Titolo originale: Oriole
- Diretto da: Greg Beeman
- Scritto da: Alex McNally

### Trama
Ella si ritrova ad un party organizzato da Amanda e qui conosce Ben Brinkley, il suo fidanzato plurimilionario; Amanda tuttavia si infuria quando vede Ella e Ben in una posizione compromettente. Intanto, Riley chiede a Jonah di riprovare a stare insieme mentre Violet chiede ad Auggie di lasciare la città insieme quando scopre che il ragazzo ha ripreso a bere. Lauren cerca di riprendersi dalla sua overdose quasi fatale mentre David cerca di vendicarsi dell'uomo che ha drogato Lauren.
- Guest star: Heather Locklear (as Amanda Woodward)
- Guest star: Billy Campbell (Ben Brinkley), Nial Matter (Rick Paxton), Rusty Joiner (Magnus Balack)
- Nota: in questo episodio escono definitivamente di scena Colin Egglesfield ed Ashlee Simpson-Wentz.

## Scelte obbligate
- Titolo originale: Stoner Canyon
- Diretto da: Seith Mann
- Scritto da: Caroline Dries (sceneggiatura) e Caprice Crane (soggetto)

### Trama
L'aitante Drew Pragin si trasferisce nel vecchio appartamento di Auggie e si scontra immediatamente con Lauren che si irrita ancora di più quando scopre che il nuovo internista dell'ospedale è proprio il nuovo vicino che è ambiguo nei modi almeno quanto lei. Riley chiede aiuto a Ben per trovare un lavoro di insegnante elementare, il che ingelosisce Amanda. David riceve notizie sconvolgenti da una fonte inaspettata mentre Ella continua la sua nuova relazione con Jonah.
- Guest star: Thomas Calabro (Dr. Michael Mancini), Heather Locklear (as Amanda Woodward)
- Guest star: Billy Campbell (Ben Brinkley), Nick Zano (Drew Pragin), Kelly Carlson (Wendi Mattison), Bill English (Owen Anderson), Chelsea Ricketts (Caitlin Rogers)
- Nota: da questo episodio si unisce al cast il personaggio ricorrente di Drew interpretato da Nick Zano ed aggiunto dalla produzione come sorta di sostituto per il personaggio di Auggie.

## Problemi di coppie
- Titolo originale: Mulholland
- Diretto da: J. Miller Tobin
- Scritto da: David Babcock

### Trama
Ella inizia a sentirsi soffocata dalle continue attenzioni di Jonah e, ad un party importante cui lui la porta, inizia a considerare che la vita di coppia non sia fatta per lei. Intanto Lauren cede al vergognoso ricatto del dr. Mancini e rompe con David. David decide di comprare il ristorante "Coal", ma il prezzo si rivela esoso così il ragazzo chiede ad Amir di trovargli un ultimo lavoro di ladro, ma viene colto sul fatto da Morgan, la figlia ribelle del padre di casa, che pretende dal ragazzo favori sessuali in cambio del suo silenzio. Drew inizia a suonare in una band mentre Riley si avvicina a Ben causando le ire di Amanda che continua anche a cercare il dipinto scomparso.
- Guest star: Heather Locklear (as Amanda Woodward)
- Guest star: Billy Campbell (Ben Brinkley), Nick Zano (Drew Pragin), Melissa Ordway (Morgan McKellan), Rick Fox (Mason Davies), Brayden Pierce (Amir), Justin Shilton (Charlie Kitsis), Rusty Joiner (Magnus Balack)

## Nascita di un amore
- Titolo originale: Santa Fe
- Diretto da: Greg Beeman
- Scritto da: Dan Thomsen & Alex McNally

### Trama
Ella scopre che qualcuno sta sottraendo denaro dalla "WPK" incolpandola del fatto; terrorizzata all'idea di finire in galera, Ella inizia ad investigare e parte da Jo Reynolds che realizza ben presto che Amanda è tornata ai suoi soliti giochetti. Jonah dà un party nel condominio per festeggiare la partenza del suo primo film mentre Jane affronta Amanda per non aver licenziato Ella e incontra Michael. Lauren resta scioccata quando il dr. Mancini minaccia di rivelare il suo segreto a tutti se non andrà a letto con lui, ma la misura è ormai colma: così Lauren decide di confessare tutto sulla sua doppia vita di propria iniziativa lasciando gli amici, e soprattutto David, senza parole. Riley e Drew escono per un appuntamento insieme.
- Guest star: Thomas Calabro (Dr. Michael Mancini), Josie Bissett (Jane Andrews), Daphne Zuniga (Jo Reynolds), Heather Locklear (as Amanda Woodward)
- Guest star: Nick Zano (Drew Pragin), Melissa Ordway (Morgan McKellan), Joe Lando (Mr. McKellan)
- Nota: in questo episodio c'è una piccola rimpatriata tra diversi personaggi della serie originale Melrose Place.

## Gli intrighi di Amanda
- Titolo originale: Sepulveda
- Diretto da: Norman Buckley
- Scritto da: Caroline Dries

### Trama
Il nuovo ruolo di David da proprietario di ristorante è messo a dura prova quando metà del suo staff se ne va proprio nel giorno in cui un importante critico culinario deve venire a recensire il "Coal"; per aiutare David e per farsi perdonare di avergli mentito sulla sua segreta professione di ragazza squillo, Lauren si presenta al ristorante con diverse cameriere. Intanto Ella vuole piratare il sistema informatico della "WPK" per cancellare le false prove che la accusano di appropriazione indebita, ma Jonah disapprova i suoi modi illegali così la ragazza chiede aiuto a David. Con l'aiuto di Drew, Riley organizza una raccolta di beneficenza per la sua fondazione a favore dei bambini, ma, quando Drew cerca di racimolare più soldi offrendo un appuntamento all'asta con Riley, si presenta Jonah ed i due ragazzi finiscono in una rissa.
- Guest star: Nick Zano (Drew Pragin), Betty Buckley (Bernadette Reese), Jeff B. Davis (Simon), Nolan North (Curtis Heller), Marc Valera (Gabe Taylor)
- Nota: questo è l'unico episodio in cui non compare neanche uno dei personaggi della serie originale Melrose Place.

## Il ricatto
- Titolo originale: Wilshire
- Diretto da: Greg Beeman
- Scritto da: Todd Slavkin & Darren Swimmer

### Trama
Amanda licenzia Ella dalla "WPK", ma la ragazza trova il dipinto che la donna stava cercando da tempo e lo usa per ricattarla. Drew cerca di impedire al dr. Mancini di eseguire una pericolosa operazione chirurgica, ma Michael cerca di incastrarlo per possesso di droga; Drew si scagiona e rivela poi a Riley di essere stato operato al cuore cinque mesi prima proprio dal dr. Mancini, ma l'intervento non è andato bene e quindi ora gli restano pochi mesi di vita. Amanda è perseguitata da alcune allucinazioni su Sydney. David e Lauren si riappacificano, ma Morgan si ingelosisce e fa pestare il ragazzo dal padre; l'uomo ricatta il ragazzo, se non commetterà dei furti per conto suo, saranno guai. Dopo essere stati insieme a una rimpatriata della "New York University", Jonah ci prova con Riley, ma la ragazza si tira indietro. Amanda cerca di sottrarsi all'accordo stretto con Ella (il dipinto in cambio di un aiuto finanziario per avviare una sua agenzia pubblicitaria), ma la ragazza, prevedendo il colpo basso, la denuncia all'FBI e, mentre guarda Amanda portata via in manette dagli agenti, sembra che la "WPK" avrà un nuovo capo d'ora in avanti: Ella Simms.
- Guest star: Laura Leighton (Sydney Andrews), Thomas Calabro (Dr. Michael Mancini), Heather Locklear (as Amanda Woodward)
- Guest star: Nick Zano (Drew Pragin), Melissa Ordway (Morgan McKellan), Joe Lando (Mr. McKellan), Will Collyer (Zach McGovern), Emily Montague (Tess), Kimberly Kevon Williams (Mira)